# Pipunculus townsendi
Pipunculus townsendi är en tvåvingeart som beskrevs av Malloch 1912. Pipunculus townsendi ingår i släktet Pipunculus och familjen ögonflugor.
Artens utbredningsområde är New Mexico. Inga underarter finns listade i Catalogue of Life.